# Roggiano Gravina
Roggiano Gravina è un comune italiano di 6 730 abitanti della provincia di Cosenza in Calabria.

## Geografia fisica

### Territorio
È situato su una collina interna; il territorio comunale è compreso tra 63 e 354 m s.l.m. al centro della Valle dell'Esaro e del Fullone, posto a metà tra la costa tirrenica e quella ionica.
L'escursione altimetrica complessiva è pari a 291 metri, la casa comunale è posta a 260 m s.l.m.
Il territorio è di circa 44,88 km²; il centro abitato visto dall'alto si presenta come una enorme "Y". È bagnato dal fiume Esaro che è ingrossato da alcuni affluenti: il Gronde, il Rosa, l'Occido, il Fullone, tutti a carattere torrentizio.

### Clima
Il clima di Roggiano Gravina è tipico mediterraneo continentale delle aree interne collinari. Presenta estati calde e afose e inverni freddi e umidi. L'inverno grosso modo dura da novembre ad aprile, è fresco e piovoso, con una temperatura media del mese più freddo gennaio con poco più di 7 °C.La media delle minime del mese più freddo è di circa 5 °C, minime che in ondate di gelo riescono ad arrivare anche sotto zero (-5,8 °C gennaio 2017) mentre quella delle massime si aggira sui 12 °C. A giornate miti e piovose si alternano, durante questa stagione, giornate più fredde. Queste ultime si verificano quando soffiano i freddi venti da Est Nord-Est, fanno registrare temperature sempre inferiori ai 10 °C, più basse anche di 5-6 gradi rispetto alle località costiere della Regione. Le piogge, invece, si verificano quando i venti provengono da Ovest o sud-ovest, incanalandosi dal Mar Tirreno, risalendo la catena costiera e i monti dell'Orsomarso, per poi arrivare a volte con forti venti sul nostro territorio; in questo genere di situazioni si registrano nel centro cittadino, oltre a precipitazioni spesso abbondanti, temperature relativamente alte (superiori a 10/12° anche nel mese più freddo, gennaio), che non si discostano di molto da quelle delle località costiere. Le precipitazioni medie annue si aggirano tra 800/1200 mm, con minimo in estate e picco in autunno-inverno. In media la neve fa la sua comparsa una volta l'anno ma non tutti gli anni gli accumuli sono rilevanti. Non sono mancati, tuttavia, eventi eccezionali come quello accaduto nella notte tra il 15 e il 16 dicembre 2007, quando sono caduti oltre 50 cm di neve.
L'estate vera e propria va da giugno a settembre, tuttavia nei mesi di maggio e ottobre si sono raggiunti spesso e superati i 30 °C.
Ma il mese più caldo rimane luglio con i suoi 26 °C di media. Va comunque precisato che la particolare conformazione del territorio fa sì che sia abbastanza ventilato in maniera più accentuata nei mesi invernali, meno intensa in quelli estivi.
Negli ultimi anni vi sono state installate 2 stazioni meteorologiche per monitorare il microclima collinare del territorio, facilmente seguibili ai link: https://www.wunderground.com/wundermap e https://calabriaweatherdata.it/mappa

## Origini del nome
Secondo numerosi scrittori pare che l'antico nome fosse Vergae (Da Ver e Gens: gente che abita in un borgo fortificato), di origine osca, quella città che Tito Livio definisce "ignobile" per essersi schierata contro i Romani. Si trasformò in Vergianum, Rubiniamin, Terra Rugiani, Rugliano e infine in Rogano (terra dei Rugi). Per avere la denominazione attuale bisogna risalire fino al 12 marzo 1864, quando l'allora sindaco Federico Balsano (fratello di Ferdinando, prete, scrittore, filosofo e deputato al Parlamento Italiano quando era capitale Firenze) volle onorare la memoria dell'illustre concittadino Giovanni Vincenzo Gravina, famoso giurista e letterato, tra i fondatori dell'Arcadia, nella ricorrenza del secondo centenario della nascita, aggiungendo il cognome Gravina al nome Rogiano (con una sola g). Quando e perché Roggiano prese l'altra g nessuno riesce a saperlo con precisione, nessuno sa chi sia il responsabile, persona o ente, di questa trasformazione e nessuno sa se sia ufficiale anche perché in molte comunicazioni (postali e ferroviarie) si continua a usare l'antica denominazione, di sicuro uso sino agli anni cinquanta.

## Storia

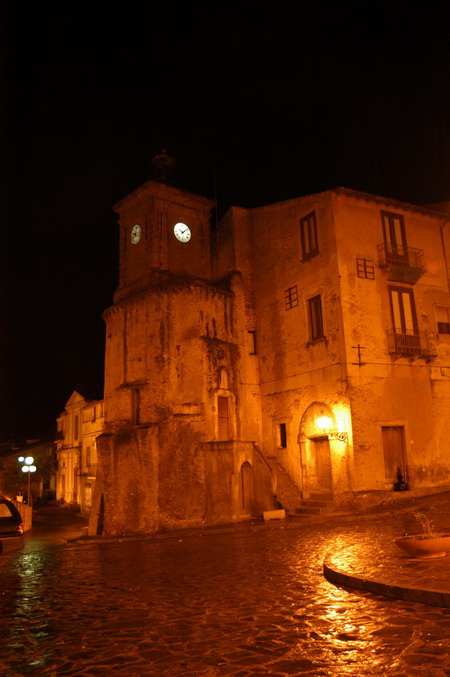
Torre dell'orologio

Il paese fu soggetto alla dominazione dei Goti, dei Longobardi, dei Saraceni, dei Normanni, degli Angioini, degli Aragonesi.
Fu feudo di Pietro Paolo da Viterbo, di Bernardino da Bisignano, degli Ametrano, dei Cavalcanti e dei Sanseverino conti della Saponara. Sino agli inizi del Seicento Roggiano aveva una cinta muraria costruita, tra il 1280 e il 1310, dagli Angioini che si appoggiava a due torri ellissoidali; lungo le mura vi erano quattro porte d'accesso al centro abitato. La porta principale era quella chiamata "arco del carcere" (un grande arco in mezzo a due torri che è ora riportato nel gonfalone del comune), che con troppa frettolosità nel 1964 fu demolita da un'amministrazione comunale che non valutò appieno la possibilità di restaurarla. Oggi resta in piedi la torre che è chiamata "torre dell'orologio" perché in epoca successiva alla sua costruzione fu sovrapposta la parte terminale con un orologio tuttora funzionante.

### Dalle ricerche di Francesco Guzzolino
Il ricercatore roggianese Francesco Guzzolino così scrive: "in contrada Manche di Mormanno ci sono resti di un insediamento risalente all'età del rame o calcolitica. Resti di villa romana del periodo imperiale, dotata di impianti termali, in zona Larderia. Sulla cinta urbana s'innalza la torre ellissoidale, su cui svetta un vecchio, ma ancor funzionante, orologio civico. In via Supporto esiste una costruzione bifora di stile romanico del 1200. Nelle due piazze principali vi sono due monumenti marmorei: quello di G. V. Gravina e quello di Ferdinando Balsano. La piazza principale di un tempo era piazza dell'Olmo, in essa venivano eseguite le pene inflitte ai malviventi. Al XVI secolo risalgono il Santuario della Madonna della Strada e la chiesa di Sant'Antonio. Nel vaglio, che era la residenza estiva dei San Severino, vi era una cappella privata".

## Società

### Evoluzione demografica
Abitanti censiti

### Tradizioni e folclore

#### Il santo patrono
Il santo protettore della comunità è san Francesco di Paola, la cui statua lignea è conservata nella vecchia chiesa di sant'Antonio e la festa in suo onore si svolge nei primi tre giorni di dicembre. Questa festa viene celebrata in contemporanea anche dagli emigrati in America con processione e fuochi d'artificio.
La devozione al santo patrono della Calabria è di antica data. Si fa risalire alle invocazioni di aiuto (accolte) che i roggianesi rivolsero al santo durante i numerosi terremoti che colpirono Roggiano, che è situato in una zona altamente sismica. Giunge a proposito un antico documento, rinvenuto nella curia Vescovile di San Marco, scritto da Nicola Bova, per Sua Ecc.za il Vescovo: "Veneratissimo mio … non posso esprimervi il pericolo in cui ci siamo venuti ieri sera per la gran scossa di terremoto. Niuno del nostro paese si ricorda simile accidente. Ci portammo subito in Chiesa e, grazie a Dio e al nostro protettore San Francesco di Paola, siamo vivi. In questa notte niuno ha dormito, ma si son fatte preghiere, mediante le quali siamo nel numero dei viventi. Sia fatta la divina volontà. Mando a posta il latore onde avere del nostro Ecc. mo Monsignore buone notizie, e di voi e di tutti, come spero…".
L'arciprete Balsano parla del terremoto del 1783 "che recò tanti guai, tante famiglie non trovavano alloggio e quindi stavano nelle baracche". Più tardi, nel 1908, ci fu un altro terremoto (il terremoto del 1908, ricordato come quello di Messina e Reggio Calabria) che provocò molti danni per Roggiano e infatti gli anziani del paese raccontavano che per tutto il mese di novembre ci fu una lunga scossa di terremoto e le persone erano molto impaurite. Verso il 2/3 dicembre ci fu una scossa molto potente e la gente dopo la scossa portò San Francesco in processione, e nella chiesa Madre chiesero al Signore, per l'intercessione di San Francesco, la cessazione del "terribile flagello". Cosa che avvenne e da allora San Francesco è divenuto Patrono di Roggiano al posto della Madonna del Carmelo che ne era stata la Patrona sino ad allora.
Ecco perché ogni anno i primi giorni di dicembre viene festeggiato San Francesco di Paola.

##### La festa
Nei giorni 1, 2 e 3 dicembre di ogni anno Roggiano ricorda i terribili giorni del terremoto e rinnova la devozione al suo Santo protettore. Questa festa, con riti religiosi e civili, è certamente quella più sentita dalla comunità.
Le manifestazioni sono curate da un comitato appositamente costituito. Nei tre giorni si celebrano Messe, veglie di preghiera, convegni e la processione della statua del Santo per tutte le vie del paese. Un momento molto significativo è quando la statua viene portata nel posto dove vengono sparati i fuochi d'artificio in suo onore.
Un tempo il primo dicembre era la giornata dedicata all'acquisto o scambio di animali e agli attrezzi agricoli.
Durante i tre giorni di fiera molti ne approfittavano per comprare vestiti, scarpe, ombrelli, spezie che dovevano servire per le feste e per la preparazione del maiale, e quant'altro potesse essere utile per l'imminente arrivo dell'inverno, considerato che i negozi erano pochi e spostarsi per fare compere era difficile. Per i bambini era l'occasione per fare una scorpacciata di dolciumi come il torrone con le noccioline o i "mustazzuoli".

#### La Madonna della Strada
La Madonna della Strada si festeggia a Roggiano Gravina il martedì dopo Pasqua.
È una ricorrenza molto seguita dai roggianesi che per mantenere questa tradizione hanno rinunciato negli anni alla ricorrenza della Pasquetta che si fa in tutta Italia. A questa Madonna è dedicato un piccolo santuario che si trova poco fuori dal paese, lungo la nuova strada provinciale che collega Roggiano con Fagnano Castello e San Sosti. Pare che il luogo dove sorge la chiesetta, secondo alcuni, un tempo doveva essere una "stazione" per i viandanti che volevano raggiungere il mar Tirreno, e secondo altri era il luogo appartenuto a una vecchia comunità religiosa simile a quella stabilitasi nella vicina San Sosti. Forse nasce da ciò il considerare la Madonna della Strada e la Madonna del Pettoruto due sorelle.
La Madonna della Strada viene invocata a protettrice degli utenti della strada, motorizzati e no, e di tutti coloro che per la strada lavorano.
La Statua della Madonna, situata su un'auto, il lunedì di Pasqua con una processione di moto e auto dal suo santuario viene portata in processione davanti alla chiesa di Sant'Antonio dove si procede alla benedizione degli automezzi e dei pedoni e poi accompagnata alla Chiesa Madre dove resta sino al mattino successivo. Il martedì con una nuova processione viene riaccompagnata nella sua dimora e per tutto il giorno i roggianesi vi si recano a pregare. Per molti è l'occasione per trascorrere una giornata all'aria aperta, ci si porta da mangiare i dolci pasquali e le "frittate" con gli asparagi selvatici (‘u pascunu). I ragazzi ne approfittano per giocare all'aria aperta nello spiazzo antistante la chiesa.

## Cultura

### Cucina
La cucina roggianese si richiama a quella che oggi viene inquadrata nell'area della cosiddetta dieta mediterranea, è molto semplice e genuina.
Molto rinomati sono i maccarruni (i fusilli col buco ), le lagane (tagliatelle) e gli gnocchi.
La cucina locale è sostanzialmente legata ai prodotti stagionali, così in estate sono molti i piatti legati all'orto grazie anche alla buona produzione di peperoni (detti anche "pipazzi" nel dialetto roggianese), melanzane, zucchine, pomodori, verdure, fave, piselli, fagioli e fagiolini.
In inverno abbondano i piatti con i legumi secchi conservati, specialmente ceci e fagioli, o con peperoni e zucchini secchi ("siccatieddri"). Nella stagione fredda aumenta il consumo di carne di maiale, sia per la preparazione dei salumi (salsiccia, soppressata, capicolli e prosciutto), sia per fare da condimento ai "maccarruni". Non manca dalle tavole dei roggianesi in inverno il baccalà fritto o con il pomodoro. Naturalmente in cucina questi cibi vengono preparati usando l'olio ricavato dalla tipica oliva locale "la roggianella".
Durante le feste più importanti nelle famiglie si preparano dei dolci tipici: a Natale i "turdiddri" (fatti con olio, farina e vino), le "cassateddre" (una sfoglia ripiena di mostarda o marmellata fatte in casa e da poco anche di cioccolata), i "vissinieddri" (pasta lievitata e fritta e ricoperta di zucchero per i bambini o con un'acciuga dentro per gli adulti).
Qualche giorno prima di Natale, per la festa di Santa Lucia si usa preparare la "cuccìa", grano condito con noci e miele.
I dolci pasquali sono i "tortani" e i "ninni" (fatti con farina, zucchero e uova) che in gran parte vengono consumati il martedì successivo alla Pasqua nel giorno in cui si venera la "Madonna della Strada".
Una tradizione che ancora in molti mantengono è quella di preparare e offrire "i panicieddri" nei giorni di Sant'Antonio (13 giugno) e San Giuseppe (19 marzo) che sarebbero dei piccoli pani benedetti in chiesa durante la messa del mattino.
Roggiano ha una qualità di ulivo autocotona chiamata "Roggianella" o "Rotondella" e numerosi sono i frantoi che lavorano questo prodotto, ritenuto da esperti come olio aromatico. Molte sono le distese coltivate di uva da vino e molti sono i piccoli e grandi produttori che arricchiscono il territorio con svariate tipologie di vino, citandone uno "il magliocco" che è molto apprezzato sul territorio e nel tempo ha ottenuto buone recensioni da esperti del settore. Altri prodotti enogastronomici rilevanti sono il peperone roggianese che ha avuto anche un riconoscimento importante da parte della rivista specialistica Il gambero rosso.

## Economia
L'economia del paese sino a qualche decennio fa era prevalentemente agricola e rafforzata dalle rimesse dei numerosi emigranti che erano sparsi per i paesi europei o nel continente americano. Da qualche lustro sono presenti nel territorio piccole industrie del settore tessile, è ben sviluppata l'edilizia, sono aumentate le persone occupate nel terziario e si nota una ripresa nel settore agricolo grazie alla nascita di alcune cooperative e al diffondersi della meccanizzazione.

### Trasporti
Il paese è servito dalla Stazione di San Marco-Roggiano posta sulla Ferrovia Cosenza-Sibari con corse per Cosenza, Sibari, Paola e Trebisacce. Nel territorio comunale di Roggiano sorge la Stazione di Tarsia e il ponte sul fiume Esaro. Non mancano servizi automobilistici, la principale azienda di trasporto su gomma è Perrone Autolinee con varie linee che attraversano il paese collegandolo ai paesi limitrofi e alla Città di Cosenza e Castrovillari. Segue l'importantissima azienda Ferrovie della Calabria con la sola Linea 228 da Altomonte per Cosenza e Fata Autolinee. Invece l'azienda La Valle garantisce servizi InterCity con Salerno e Roma.

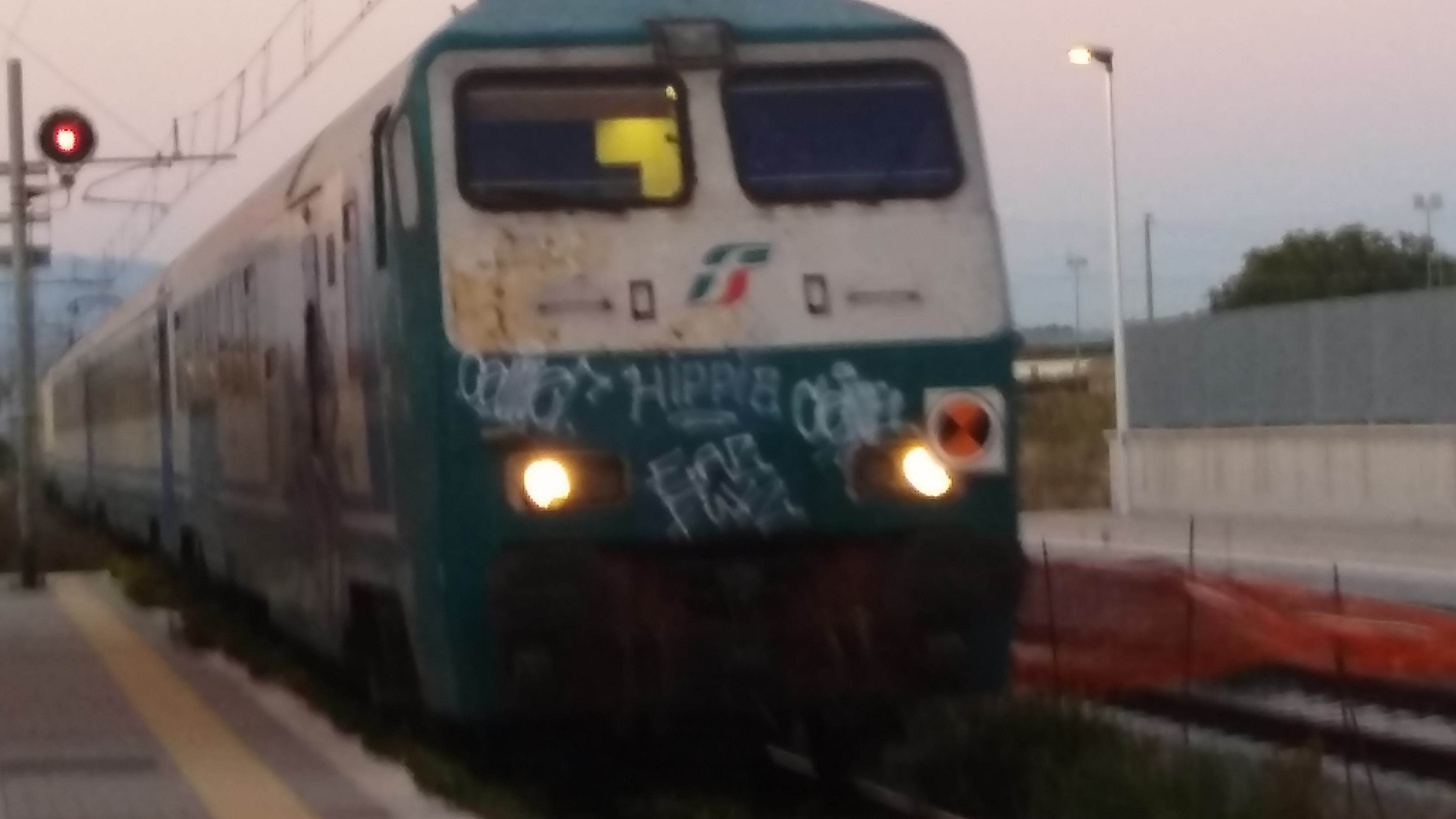
Regionale 12737 Sibari-Cosenza in arrivo nella stazione di San Marco-Roggiano.

## Amministrazione

### Sindaci dal dopoguerra a oggi
| Periodo | Periodo | Primo cittadino     | Partito | Carica              | Note                                 |
| ------- | ------- | ------------------- | ------- | ------------------- | ------------------------------------ |
| 1946    | 1952    | Orlando Briguori    |         | Sindaco             |                                      |
| 1952    | 1956    | Antonio Filippelli  |         | Sindaco             |                                      |
| 1956    | 1960    | Livio Palermo       |         | Sindaco             |                                      |
| 1960    | 1961    | Fausto Battendieri  |         | Sindaco             |                                      |
| 1961    | 1962    | Francesco Cardella  |         | comm. prefettizio   |                                      |
| 1961    | 1967    | Elio Tarsitano      |         | Sindaco             | dal 1965 al 1966 consigliere anziano |
| 1967    | 1967    | Leonardo Sortini    |         | comm. prefettizio   |                                      |
| 1967    | 1969    | Francesco Musacchio |         | comm. prefettizio   |                                      |
| 1970    | 1972    | Remo Battendieri    |         | Sindaco             |                                      |
| 1972    | 1974    | Giosuè Greco        |         | Sindaco             |                                      |
| 1974    | 1976    | Salvatore Lombardi  |         | Sindaco             |                                      |
| 1976    | 1976    | Livio Palermo       |         | assessore anziano   |                                      |
| 1976    | 1977    | Guido Ceccherini    |         | comm. prefettizio   |                                      |
| 1977    | 1978    | Remo Battendieri    |         | Sindaco             |                                      |
| 1978    | 1978    | Michele Provenzano  |         | assessore anziano   |                                      |
| 1978    | 1979    | Antonio Tarsitano   |         | Sindaco             |                                      |
| 1979    | 1980    | Remo Battendieri    |         | consigliere anziano |                                      |
| 1980    | 1980    | Nicola Bosa         |         | comm. prefettizio   |                                      |
| 1980    | 1982    | Antonio Tarsitano   |         | Sindaco             |                                      |
| 1982    | 1982    | Salvatore De Maio   |         | assessore anziano   |                                      |
| 1982    | 1983    | Sandro Calvosa      |         | comm. prefettizio   |                                      |
| 1983    | 1983    | Giovanni Vadalà     |         | Sindaco             |                                      |
| 1984    | 1989    | Antonio Tarsitano   |         | Sindaco             |                                      |
| 1990    | 1990    | Antonio Perri       |         | Sindaco             |                                      |
| 1990    | 1992    | Pasqualino Abate    |         | Sindaco             |                                      |
| 1992    | 1994    | Antonio Picarelli   |         | Sindaco             |                                      |
| 1994    | 1998    | Salvatore De Maio   |         | Sindaco             | I mandato                            |
| 1998    | 2001    | Salvatore De Maio   |         | Sindaco             | II mandato                           |
| 2002    | 2007    | Giuseppina Caselli  |         | Sindaco             |                                      |
| 2007    | 2011    | Luigi Guaglianone   |         | Sindaco             |                                      |
| 2011    | 2016    | Ignazio Iacone      |         | Sindaco             | I mandato                            |
| 2016    | 2019    | Ignazio Iacone      |         | Sindaco             | II mandato                           |
| 2019    | 2020    | Eufemia Tarsia      |         | Comm. Prefettizio   |                                      |
| 2020    |         | Salvatore De Maio   |         | Sindaco             |                                      |

### Gemellaggi
- Bensalem, dal 18 novembre 1996

## Sport
Lo sport principale è il calcio. 

### Calcio
La principale squadra di calcio della città è Nuova Roggiano 2020 (che una volta si chiamava Vergae) che milita nel girone A calabrese di prima categoria. I colori sociali sono il giallo e il verde. La società è nata nel 1973. Nel 2015 dopo un campionato virtuoso viene promossa in Eccellenza. Il 2018 è stato un anno orribile per lo sport della cittadina in quanto la società A.S.D. Roggiano 1973 Calcio fallisce. La società viene rifondata nel 2020 ma per partecipare ad un campionato bisogna aspettare l'inizio della stagione 2021/22 con l'iscrizione al campionato di terza categoria calabrese ed il successivo ripescaggio alla seconda categoria. Lo stadio comunale è intitolato a Ernesto Termine.